# Martin Dibelius
Martin Dibelius (Dresda, 14 settembre 1883 – Heidelberg, 11 settembre 1947) è stato un religioso e insegnante tedesco.
Pastore protestante, è stato professore di teologia del Nuovo Testamento, prevalentemente presso l'Università Ruprecht Karl di Heidelberg.

## Biografia

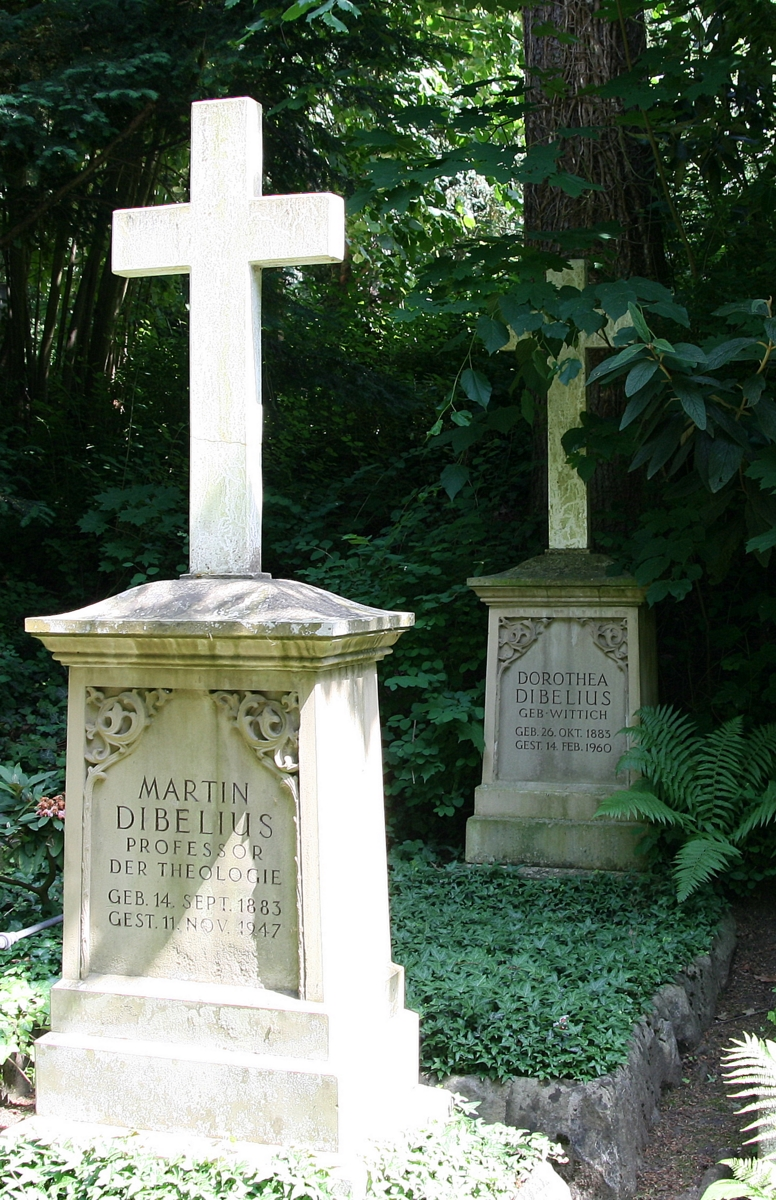
Tomba di M.Dibelius

Martin Dibelius era figlio del pastore Franz Wilhelm Dibelius e nipote di Otto Dibelius, che lo convinse al associarsi, durante la seconda guerra mondiale, al movimento della evangelica Chiesa confessante, schierata contro le antireligiose e antiumane teorie del nazismo.
Martin Dibelius aveva studiato e si era laureato in filosofia e teologia presso l'università di Neuchâtel e specializzato in quelle di Tubinga, di Lipsia e della Humboldt di Berlino. Cominciò l'attività didattica in quest'ultima nel 1910; nel 1915 divenne ordinario del Nuovo Testamento nella facoltà di teologia nell'università di Heidelberg.
Dibelius lasciò la sua impronta specialmente negli studi sulla formazione del Nuovo Testamento, per il quale, assieme a Rudolf Bultmann, propose un'originale metodologia per spiegare la “redazione” dei testi neotestamentari, cioè la teoria della Formgeschichte ("storia delle forme" o "critica delle forme") applicata prevalentemente ai Vangeli sinottici.
La sua principale opera in questo campo è Die Formgeschichte des Evangeliums (“Critica delle forme nei Vangeli” o “Storia della formazione dei generi letterari nei Vangeli” (Tubinga, 1919), ma anche altre pubblicazioni sullo stesso tema, sono fonti del suo innovativo metodo per penetrare nelle intenzioni degli evangelisti.
Per lui, come per altri seguaci della stessa scuola, gli aspetti “soprannaturali” dei racconti, come l'Annunciazione e la Risurrezione, sono “teologumeni” introdotti dagli evangelisti al di là della storia. Questa interpretazione, tuttavia, non intaccava la sua fede cristiana poiché quei “teologumeni” non sono un didattico sovrappiù, ma contribuiscono a far comprendere la reale storicità dell'evento Cristo.

## Dibelius e la libertà di insegnamento durante il periodo nazista
Intorno agli anni Trenta in Germania scoppiò il caso Dehn: il teologo Günther Dehn, pacifista e professore di teologia pratica nella stessa università di Dibelius si dichiarò contrario a ogni forma di guerra, accusando - così parve agli avversari ideologici - anche i soldati che imbracciavano le armi e finivano così per essere assassini. Si trattava di teorie non molto in sintonia con il coevo clima politico in Germania: il nazismo era del resto alle porte. Dibelius e altri tre o quattro colleghi, cionondimeno, si schierarono in favore delle idee di Dehn. La maggior parte del corpo docente di quella e di altre università, al contrario, restò in silenzio: alla fine Dehn fu licenziato ed estromesso dall'insegnamento.
Durante la sua attività didattica, a fianco delle sue nuove teorie metodologiche, Dibelius svolse anche un'intensa attività in favore dell'ecumenismo nella prospettiva di giungere all'unificazione delle chiese cristiane.

## Opere di Martin Dibelius
- Die Lade Jahwes. Eine religionsgeschichtliche Untersuchung, diss. Tübingen, 1906
- Die Geisterwelt im Glauben des Paulus, 1909
- Die urchristliche Überlieferung von Johannes dem Täufer, 1911
- Die Formgeschichte des Evangeliums, 1919
- Geschichtliche und übergeschichtliche Religion im Christentum, 1925
- Geschichte der urchristlichen Literatur, 1926
- Urchristentum und Kultur, 1928
- Was heißt heute evangelisch?, 1929
- Jungfrauensohn und Krippenkind. Untersuchung zur Geburtsgeschichte Jesu im Lukasevangelium, 1932
- Die Botschaft von Jesus Christus. Die alte Üben, der Gemeinde in Geschichte, Sprüchen und Reden wiederhergesteld und verdeutlicht, 1935
- Jesus 1939
- Paulus auf dem Areopag, 1939
- The Sermon on the Mount, New York, 1940